# Арчене
Арчене (итал. Arcene) — город в Италии, расположен в регионе Ломбардия, подчинён административному центру Бергамо (провинция).
Население составляет 4347 человек, плотность населения составляет 1028 чел./км². Занимает площадь 4,23 км². Почтовый индекс — 24040. Телефонный код — 00035.
Покровителями коммуны почитаются святой архангел Михаил и Пресвятая Богородица (плачущая Богородица), празднование 5 апреля. 